# Parafia św. Jana Chrzciciela w Radomiu
Parafia św. Jana Chrzciciela w Radomiu – parafia rzymskokatolicka w dekanacie Radom-Centrum diecezji radomskiej.

## Historia
Parafia pw. św. Jana Chrzciciela erygowana została po 1325 r., a prawdopodobnie przed kazimierzowską lokacją miasta. Król Kazimierz Wielki 1330–1370 lokował Nowy Radom najpierw na prawie średzkim około 1340–1360, potem w 1364 r. na prawie magdeburskim. Wraz z miastem uposażył nową parafię pw. św. Jana. Pierwsza wzmianka o istnieniu parafii pochodzi z 1408 r. (przed 27 lipca 1408).

## Kościół
Około 1360–1370 r. został wzniesiony z czerwonej cegły pierwotny, jednonawowy kościół, fundacji Kazimierza Wielkiego. W wiekach XV i XVI dobudowano kaplice boczne, z których zachowała się kaplica różańcowa, fundowana w 1481 r. przez mieszczanina Jana Warcaba. Św. Kazimierz Jagiellończyk, rezydując w Radomiu z polecania ojca w latach 1481–1483, traktował świątynię pw. św. Jana jako zamkową i częste miejsce swej modlitwy.
W 1495 r. inny syn króla Kazimierza Jagiellończyka, Fryderyk, w kościele tym uroczyście otrzymał bullę nominującą go do godności kardynalskiej z przynależnymi jej oznakami. W XVII w. z fundacji Jana Kochanowskiego chorążego kozienickiego, dobudowano późnorenesansową kaplicę.
W początkach XIX w. kościół był poważnie uszkodzony. Jego restaurację podjęto w latach 1817–1838: podwyższono ściany nawy, która została nakryta stropem drewnianym, założono nowy dach na sygnaturkę, podwyższono wieżę i otynkowano elewację. W wyniku tych zmian fasada zachodnia otrzymała wystrój neogotycki. W latach 1837–1840 odnowiono malowidła na sklepieniu w prezbiterium. Po tych zmianach kościół został rekonsekrowany w 1844 r. W latach 1881–1889 odrestaurowano i podwyższono o piątą kondygnację wieżę kościoła. W latach 1908–1909, staraniem ks. inf. Piotra Górskiego, została fara gruntownie przebudowana według projektu architekta Józefa Dziekońskiego.
Kościół w wyniku tych wielokrotnych zmian jest neogotycki, orientowany, jednonawowy z dobudowaną nawą boczną. Z dawnego kościoła obecnie zachowane są prezbiterium, północna ściana nawy z kaplicą różańcową i wieżą oraz kaplica Kochanowskich.
Kościół ponownie był restaurowany w latach sześćdziesiątych XX w., polichromia została wykonana w 1972 r., a restauracji zewnętrznej dokonano w roku 1973. Polichromię z 1972 zaprojektował i wykonał prof. Wacław Taranczewski z Poznania z zespołem. Prace te prowadzone były staraniem ks. inf. Stanisława Sikorskiego. Polichromia swoim stylem nawiązuje do gotyckiego wnętrza. W kościele pw. św. Jana została ochrzczona 22 maja 1822 r. Sługa Boża Wanda Malczewska, a w 1854 r. malarz Jacek Malczewski. W kościele znajduje się między innymi tablica upamiętniająca pobyt kard. Karola Wojtyły dnia 21 sierpnia 1977 r.
W latach 1932–1935 został zbudowany obok kościoła Dom Katolicki z mieszkaniami dla księży na piętrach i salą parafialną z estradą na parterze. W budynku parafialnym obok kościoła i obok plebanii dawnego zamku w nocy 24 stycznia 1941 r. został aresztowany bł. ks. Kazimierz Grelewski. Następnie został zesłany do Dachau, gdzie powieszono go 9 stycznia 1942 r.
Od XV do XVIII wieku funkcjonował też na terenie parafii drewniany kościół św. Ducha, pełniący funkcję kościoła szpitalnego dla przytułku znajdującego się za murami miejskimi w pobliżu Bramy Piotrkowskiej. Do schyłku XVIII w. proboszcz fary sprawował również opiekę na niewielkim kościołem św. Leonarda, zlokalizowanym za murami miejskimi przy trakcie lubelskim.

## Zasięg parafii
Do parafii należą wierni z Radomia mieszkający przy ulicach: Anielewicza, Bernardyńska, Bóżnicza, Dzika, Focha, Grochowa, Grodzka, Inżynierska, Kanałowa, Kilińskiego, Kopernika, Koszarowa, Krakowska, Malczewskiego, Mała, Mireckiego, Narutowicza (bez nr 1, 1A, 1B), Okulickiego (do rzeki Mlecznej), Plac Jagielloński, Podwalna, Przyborowskiego, Reja, Rwańska, Rzemieślnicza, Rynek, Stańczyka, Struga (nr 2,4,8), Szewska, Szpitalna, Szwarlikowska, Traugutta (od nr 39 do 55, nieparzyste), Tybla, Wałowa, Warzywna, Wąska, Wernera (do rzeki Mlecznej), Witolda, Wolność, Żeromskiego (nr 2 i nieparzyste od nr 5 do 51), Żytnia

## Proboszczowie
- 1660–1693 – ks. Walenty Gniewisz
- 1693–1770 – ks. Stanisław Ostrowski
- 1700–1701 – ks. Krystyn Dunin-Karwicki
- 1701–1726 – ks. Paweł Augustyn Kochmański
- 1726–1732 – ks. Andrzej Antoni Myszkowski
- 1732–1738 – ks. Grzegorz Michalski
- 1738–1770 – ks. Andrzej Gryziewicz
- 1770–1780 – ks. Józef Wąsowicz
- 1780–1802 – ks. Stefan Możdżeński
- 1802–1821 – ks. Karol Riese
- 1821–1838 – ks. Józef Satrian
- 1839–1976 – ks. Michał Kobierski
- 1876–1903 – ks. Józef Urbański
- 1903–1930 – ks. inf. Piotr Górski
- 1931–1952 – ks. kan. Wacław Kosiński
- 1954–1957 – ks. Stanisław Skurski
- 1957–1971 – ks. prał. Jan Węglicki
- 1971–1993 – ks. inf. Stanisław Sikorski
- 1995–2001 – ks. kan. Maciej Pachnik
- 2001–2012 – ks. prał. Stanisław Kula
- od 2012 – ks. Mirosław Nowak

## Zgromadzenia zakonne
- Zgromadzenie Sióstr Świętego Michała Archanioła